# صلبة العسكري (بعدان)

تعديل مصدري - تعديل

صلبة العسكري محلة تابعة لقرية المحاورة، التابعة لعزلة سير بمديرية بعدان إحدى مديريات محافظة إب في الجمهورية اليمنية، بلغ تعداد سكانها 26 حسب تعداد اليمن لعام 2004.